# Guanomyces polythrix
Guanomyces polythrix är en svampart som beskrevs av M.C. González, Hanlin & Ulloa 2000. Guanomyces polythrix ingår i släktet Guanomyces, ordningen Sordariales, klassen Sordariomycetes, divisionen sporsäcksvampar och riket svampar.   Inga underarter finns listade i Catalogue of Life.